# Liste der Bodendenkmäler in Wald (Oberpfalz)
Auf dieser Seite sind die Bodendenkmäler in der Oberpfälzer Gemeinde Wald zusammengestellt. Diese Tabelle ist eine Teilliste der Liste der Bodendenkmäler in Bayern. Grundlage ist die Bayerische Denkmalliste, die auf Basis des Bayerischen Denkmalschutzgesetzes vom 1. Oktober 1973 erstmals erstellt wurde und seither durch das Bayerische Landesamt für Denkmalpflege geführt wird. Die folgenden Angaben ersetzen nicht die rechtsverbindliche Auskunft der Denkmalschutzbehörde.

## Bodendenkmäler der Gemeinde Wald

### Bodendenkmäler in der Gemarkung Mainsbauern
| Lage                   | Objekt                                                    | Akten-Nr.     | Bild |
| ---------------------- | --------------------------------------------------------- | ------------- | ---- |
| Mainsbauern (Standort) | Mittelalterlicher Erdstall.                               | D-3-6839-0001 |      |
| Mainsbauern (Standort) | Mittelalterliche und frühneuzeitliche Hofwüstung Steghof. | D-3-6839-0063 |      |
| Mainsbauern (Standort) | Frühneuzeitliche Hofwüstung Bäckenschlag.                 | D-3-6840-0093 |      |
| Mainsbauern (Standort) | Mittelalterlicher Erdstall.                               | D-3-6840-0099 |      |

### Bodendenkmäler in der Gemarkung Siegenstein
| Lage                   | Objekt | Akten-Nr.     | Bild |
| ---------------------- | --- | ------------- | ---- |
| Siegenstein (Standort) | Archäologische Befunde im Bereich der Katholischen Nebenkirche und ehemalige Burgkapelle St. Ägidius in Schönfeld, darunter die Spuren eines hochmittelalterlichen Adelssitzes. Siehe auch: St.-Ägidius-Kirche (Schönfeld) | D-3-6939-0079 |      |
| Siegenstein (Standort) | Archäologische Befunde im Bereich der mittelalterlichen Burgruine Siegenstein mit der ehemalige Burgkapelle St. Georg. Siehe auch: Burgruine Siegenstein                                                                   | D-3-6940-0013 |      |
| Siegenstein (Standort) | Frühneuzeitlicher Bestattungsplatz. | D-3-6940-0014 |      |
| Siegenstein (Standort) | Mittelalterlicher Erdstall. | D-3-6940-0089 |      |

### Bodendenkmäler in der Gemarkung Süssenbach
| Lage                  | Objekt | Akten-Nr.     | Bild |
| --------------------- | --- | ------------- | ---- |
| Süssenbach (Standort) | Archäologische Befunde des Mittelalters und der frühen Neuzeit im Bereich der Katholischen Expositurkirche St. Jacobus Maior in Süssenbach, darunter die Spuren von Vorgängerbauten bzw. älterer Bauphasen. Siehe auch: St. Jacobus Maior (Süssenbach) | D-3-6840-0090 |      |

### Bodendenkmäler in der Gemarkung Wald
| Lage            | Objekt | Akten-Nr.     | Bild |
| --------------- | --- | ------------- | ---- |
| Wald (Standort) | Mittelalterlicher Erdstall. | D-3-6840-0102 |      |
| Wald (Standort) | Archäologische Befunde des Mittelalters und der frühen Neuzeit im Bereich der Katholischen Pfarrkirche St. Laurentius in Wald, darunter die Spuren von Vorgängerbauten bzw. älterer Bauphasen. Siehe auch: St. Laurentius (Wald) | D-3-6840-0105 |      |